# Incendios forestales en Chile de 2017
Los incendios forestales en Chile de 2017 fueron una serie de incendios forestales generados en múltiples focos de las zonas centro y sur de Chile, entre las regiones de Coquimbo y Los Lagos, con mayor intensidad en las regiones de O'Higgins, Maule y Biobío. Además de focos distantes en la región austral de Magallanes, durante enero y febrero de 2017.
Distintas autoridades gubernamentales coincidieron en que el origen de los incendios fue antrópico, muchos de ellos intencionales, por lo que hacia fines de enero había cuarenta y tres detenidos. Los distintos focos tuvieron una extensión inédita, lo cual se explicaría por la convergencia de una alta velocidad del viento, altas temperaturas —tras sucesivas olas de calor—, baja humedad y la dificultosa geografía de los sectores afectados.

## Causas
| En [Chile], donde cerca del 100 % de los incendios tienen su origen en actividades humanas, es indudable que estos tienen una estrecha relación con el aumento o disminución de las actividades silvoagropecuarias, aumento de la población, aumento de la conectividad terrenos urbanos-rurales [y] mayor presencia de población en terrenos rurales durante el periodo estival. —Herbert Haltenhoff, 2010. |

A pesar de que hubo distintas causas en los diversos focos de incendios, la mayoría de ellos tuvo su origen por causas de biomasa, siguiendo la tendencia histórica de los incendios registrados en el país por la Corporación Nacional Forestal (Conaf).
Una de las causas habría sido la posible negligencia de empresas eléctricas, que dio lugar a la generación de fallas. Según la Fiscalía Regional de O'Higgins, en enero de 2017 el 15 % de los incendios de esa región habría tenido esta causa. En el caso del incendio «Nilahue Barahona» en Pumanque, la fiscalía anunció el 22 de enero la posible responsabilidad de la empresa eléctrica CGE Distribución, por una supuesta falta de mantenimiento de sus redes. La Asociación de Empresas Eléctricas de Chile llamó a la autoridad «a no adelantar juicios». El 31 de enero se anunció la detención de seis trabajadores de una empresa contratista que prestaba servicios a CGE por la eventual negligencia que causó un incendio en la comuna de Navidad, y la formalización de la investigación contra el subgerente técnico de CGE en O'Higgins por el incendio en Pumanque.
Sin embargo, la principal hipótesis de las autoridades chilenas, es que gran parte de los incendios fue provocado intencionalmente. El ministro del Interior, Mario Fernández, declaró en una interpelación ante el Congreso Nacional el 23 de enero que «No estoy dispuesto en descartar que haya intencionalidad humana», dejando en manos de las policías —Carabineros y PDI— la investigación de los eventuales delitos vinculados a la catástrofe. Hasta el 26 de enero había más de veinte personas detenidas por su posible participación en la generación de incendios, cifra que aumentó a 43 el 29 de enero, según lo confirmó la entonces presidenta Michelle Bachelet.
La propagación del fuego se vio potenciada por las condiciones climáticas que otorga la temporada estival en Chile, que se han denominado el «factor 30-30-30», con temperaturas superiores a los 30 grados centígrados, baja humedad del aire (alrededor de un 30 %) y vientos de 30 kilómetros por hora. A fines de enero de 2017 la Dirección Meteorológica de Chile registró una ola de calor que marcó temperaturas históricas, como la temperatura más alta registrada en Santiago durante el mes de enero y la más alta desde 1912 (37,4 °C), y las máximas absolutas registradas en las ciudades de Curicó (37,3 °C), Chillán (41,5 °C) y Los Ángeles (42,2 °C). El 26 de enero de 2017 se registró temperatura máxima de la historia de Chile: 44,9 grados en Quillón.

## Estadísticas

### Reportes diarios

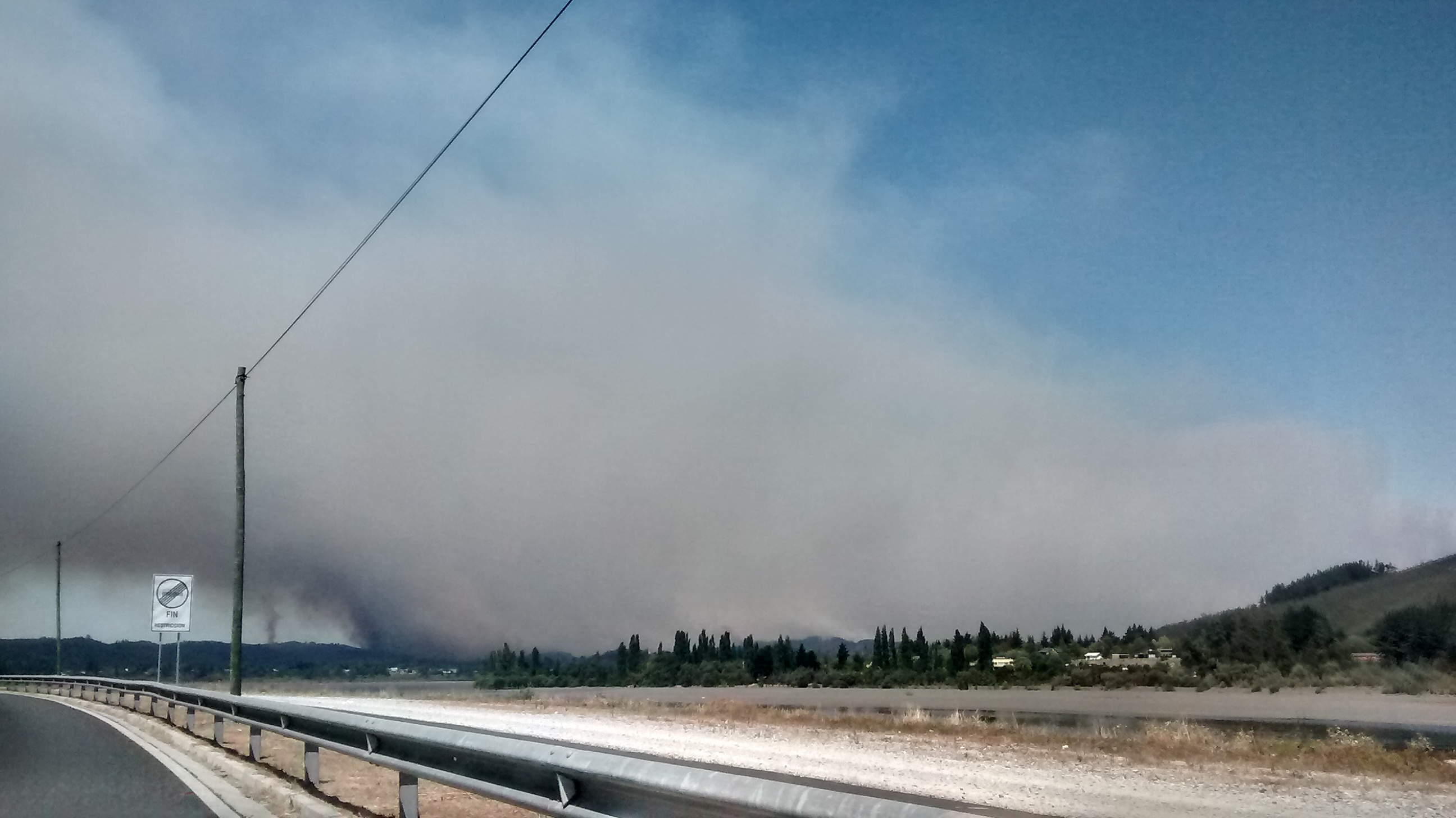
Incendios en las comunas de Florida y de Hualqui (región del Biobío) el día jueves 26 de enero, desde el camino que une Chiguayante y Hualqui, a orillas del río Biobío.

Según los informes del Centro Nacional de Alerta Temprana de la Oficina Nacional de Emergencia del Ministerio del Interior (Onemi), la Corporación Nacional Forestal (Conaf) y otros reportes de autoridades, los datos de los incendios son:
| Reporte     | Reporte | Incendios | Incendios | Incendios | Incendios | Superficie afectada (ha) | Víctimas | Víctimas | Víctimas | Viviendas destruidas |
| Día         | Hora    | Act       | Con       | Ext       | Total     | Superficie afectada (ha) | Fall     | Dam      | Alb      | Viviendas destruidas |
| ----------- | ------- | --------- | --------- | --------- | --------- | ------------------------ | -------- | -------- | -------- | -------------------- |
| 15 de enero | 21:10   | 13        | 14        | 27        | 54        | 5900,1                   | s/d      | s/d      | s/d      | s/d                  |
| 16 de enero | 20:30   | 14        | 17        | 16        | 47        | 5270,43                  | s/d      | s/d      | s/d      | s/d                  |
| 17 de enero | 20:58   | 20        | 20        | 25        | 65        | 7058,05                  | s/d      | s/d      | s/d      | s/d                  |
| 18 de enero | 21:00   | 27        | 28        | 17        | 76        | 22 907,31                | s/d      | s/d      | s/d      | s/d                  |
| 19 de enero | 20:45   | 25        | 23        | 28        | 76        | 37 122,56                | s/d      | s/d      | s/d      | s/d                  |
| 20 de enero | 15:50   | 25        | 22        | 8         | 55        | 49 925,11                | 3        | 72       | 9        | 35                   |
| 21 de enero | 00:30   | 27        | 30        | 22        | 58        | 63 755,4                 | s/d      | s/d      | s/d      | s/d                  |
| 21 de enero | 19:50   | 42        | 33        | 11        | 86        | 90 359,43                | s/d      | s/d      | s/d      | s/d                  |
| 22 de enero | 11:34   | 36        | 36        | 0         | 72        | 87 463,53                | 3        | 130      | s/d      | 58                   |
| 22 de enero | 21:30   | 44        | 40        | 14        | 98        | 125 643,48               | 3        | 142      | 157      | 78                   |
| 23 de enero | 07:15   | 43        | 39        | 4         | 86        | 127 265,59               | 3        | 142      | 158      | 81                   |
| 23 de enero | 22:45   | 33        | 38        | 35        | 106       | 136 414,52               | s/d      | s/d      | s/d      | s/d                  |
| 24 de enero | 07:37   | 32        | 29        | 4         | 65        | 136 379,52               | s/d      | s/d      | s/d      | s/d                  |
| 25 de enero | 07:17   | 36        | 30        | 1         | 67        | 156 424,69               | s/d      | s/d      | s/d      | s/d                  |
| 25 de enero | 23:50   | 30        | 64        | 5         | 99        | 238 613,16               | s/d      | s/d      | s/d      | s/d                  |
| 26 de enero | 06:25   | 30        | 64        | 5         | 99        | 238 613,16               | s/d      | s/d      | s/d      | s/d                  |
| 26 de enero | 23:55   | 77        | 51        | 14        | 142       | 289 974,71               | s/d      | s/d      | s/d      | s/d                  |
| 27 de enero | 18:00   | 72        | 58        | 5         | 135       | 387 374,38               | s/d      | s/d      | s/d      | s/d                  |
| 28 de enero | 06:15   | 71        | 59        | 5         | 135       | 387 374,38               | 11       | 3270     | 2025     | 1089                 |
| 28 de enero | 20:00   | 63        | 50        | 14        | 127       | 396 089,00               | s/d      | s/d      | s/d      | s/d                  |
| 29 de enero | 06:20   | 63        | 50        | 14        | 127       | 396 089                  | 11       | 2970     | 1343     | 1061                 |
| 29 de enero | 23:40   | 58        | 55        | 11        | 124       | 366 519,7                | 11       | 3084     | 1099     | 1047                 |
| 30 de enero | 06:10   | 58        | 55        | 11        | 127       | 366 519,7                | 11       | 3782     | 1108     | 1012                 |

### Superficie total

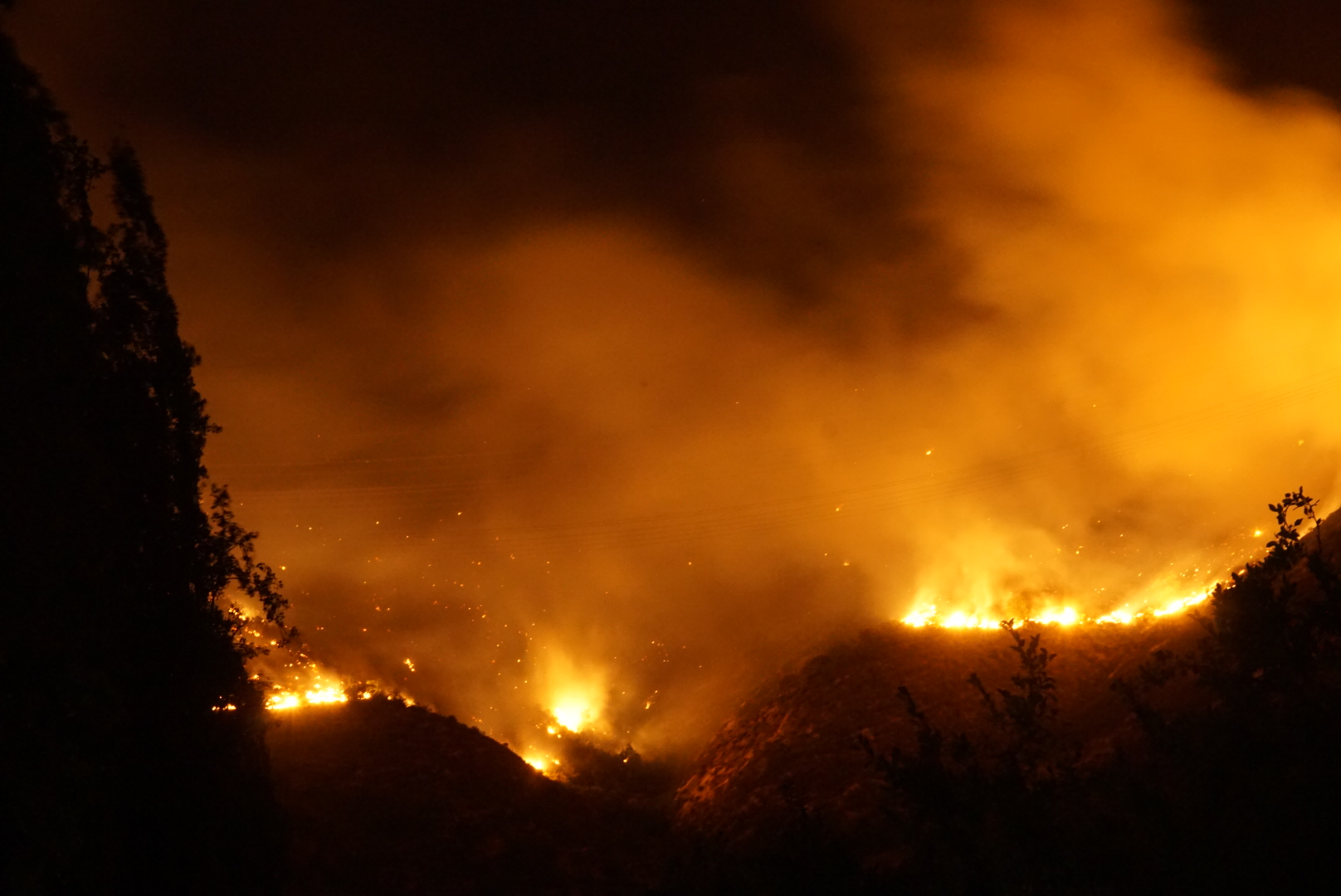
Incendio forestal en Pirque (región Metropolitana), el 21 de enero de 2017

De acuerdo a la información entregada por el Sistema de Información Digital para el Control de Operaciones (SIDCO) de la Corporación Nacional Forestal (Conaf), la superficie total afectada es de 587 000 ha. El detalle por región de la temporada 2016-2017 es:
| Región                                          | Número de incendios | Número de incendios | Número de incendios | Superficie afectada (ha) | Superficie afectada (ha) | Superficie afectada (ha) |
| Región                                          | 2016-2017           | 2015-2016           | Promedio            | 2016-2017                | 2015-2016                | Promedio                 |
| ----------------------------------------------- | ------------------- | ------------------- | ------------------- | ------------------------ | ------------------------ | ------------------------ |
| Arica y Parinacota                              | 1                   | 0                   | 0                   | 0,5                      | 0                        | 0                        |
| Tarapacá                                        | 0                   | 0                   | 0                   | 0                        | 0                        | 0                        |
| Antofagasta                                     | 0                   | 0                   | 0                   | 0                        | 0                        | 0                        |
| Atacama                                         | 11                  | (+38%) 8            | (+686 %) 2          | 31,23                    | (-54 %) 67,82            | (+130 %) 13,56           |
| Coquimbo                                        | 73                  | (+52 %) 48          | (+71 %) 43          | 3555,04                  | (+3484 %) 99,19          | (+1367 %) 242,3          |
| Valparaíso                                      | 641                 | (+50 %) 428         | (+35 %) 473         | 24 269,66                | (+1228 %) 1827,53        | (+897 %) 2434,72         |
| Metropolitana                                   | 290                 | (+92 %) 151         | (+40 %) 207         | 49 692,98                | (+2531 %) 1888,9         | (+863 %) 5158,17         |
| O'Higgins                                       | 181                 | (+69 %) 107         | (+69 %) 107         | 105 143,97               | (+6465 %) 1601,63        | (+3819 %) 2682,68        |
| Maule                                           | 377                 | (+10 %) 343         | (+15 %) 327         | 272 449,23               | (+22 906 %) 1184,24      | (+2621 %) 10 012,33      |
| Biobío                                          | 939                 | (-15 %) 1103        | (-34 %) 1421        | 87 475,87                | (+3142 %) 2697,87        | (+601 %) 12 478,13       |
| Araucanía                                       | 348                 | (-1 %) 352          | (-22 %) 447         | 4433,54                  | (+549 %) 683,42          | (-23 %) 5737,89          |
| Los Ríos                                        | 41                  | (-29 %) 58          | (-26 %) 56          | 17,48                    | (-90 %) 167,74           | (-86 %) 128,77           |
| Los Lagos                                       | 49                  | (-47 %) 92          | (-59 %) 120         | 54,15                    | (-69 %) 173,54           | (-96 %) 1466,1           |
| Aysén                                           | 21                  | (-42 %) 36          | (-2 %) 21           | 7,54                     | (-98 %) 320,01           | (-97 %) 263,63           |
| Magallanes                                      | 24                  | (+50 %) 16          | (+167 %) 9          | 60,41                    | (-55 %) 134,64           | (-98 %) 3565,36          |
| Total                                           | 2996                | (+9 %) 2742         | (-7 %) 3232         | 547 189,61               | (+4945%) 10 846,53       | (+1138%) 44 183,74       |
| Información actualizada al 30 de enero de 2017. |                     |                     |                     |                          |                          |                          |

## Efectos

### Focos principales
El incendio denominado «Las Máquinas» que afectó a las comunas de Empedrado, Constitución y Cauquenes en la región del Maule es considerado el incendio más grande registrado en la historia reciente de Chile con 183 946 hectáreas consumidas.
El siniestro llamado «Nilahue Barahona», que afectó a Pumanque, Marchigüe, Pichilemu, La Estrella y Litueche, en el secano costero de las provincias de Colchagua y Cardenal Caro, consumió alrededor de 20 000 hectáreas en sus primeras 48 horas. Al 25 de enero había consumido un total de 49 156 hectáreas, lo que lo convirtió en el segundo incendio más grande y devastador de los que exista registro en Chile, superando al que en 1999 consumió 25 389 hectáreas en la localidad de La Rufina. El Gobierno de Chile anunció la extinción del incendio el 27 de enero, dejando un total de 50 mil hectáreas consumidas.
La madrugada del 26 de enero de 2017, el poblado de Santa Olga, en la comuna de Constitución, se vio afectado por un incendio que lo destruyó prácticamente en su totalidad, afectando a mil viviendas, además de ser consumidas otras instalaciones como el cuartel de bomberos y el terminal de buses de la localidad. La tarde de ese mismo día, el incendio se acerca al Gran Concepción, sectores de Florida gravemente afectados.
En el caso de la Región del Biobío, el ocurrido en la comuna de Florida llamado "Incendio San Antonio" consumió 31.930 hectáreas y fue declarado controlado por Conaf el 6 de febrero de 2017. Junto al incendio de Chaimavida fue el incendio más grande de la región.

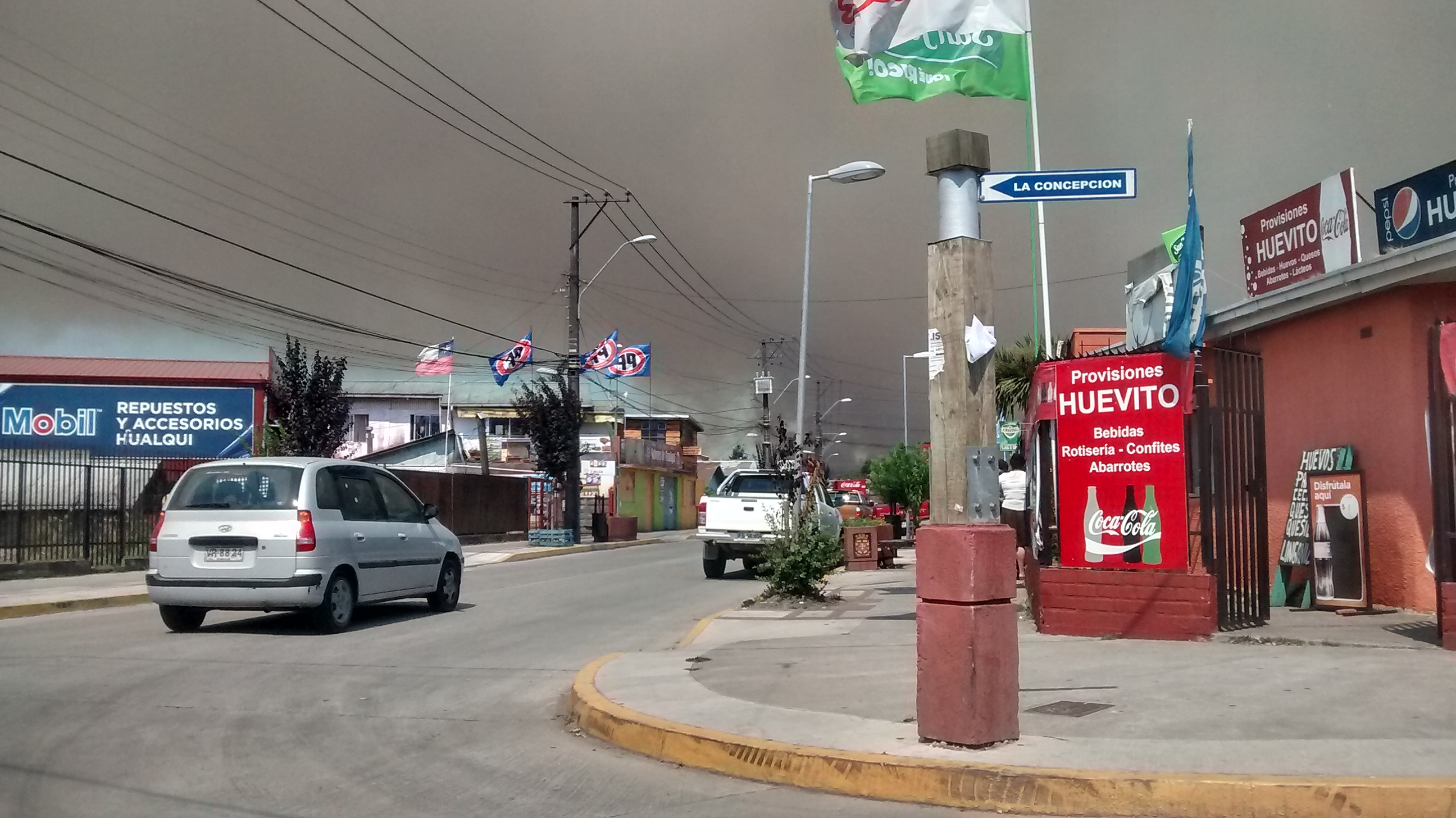
Incendios forestales en las proximidades de Hualqui (región del Biobío)

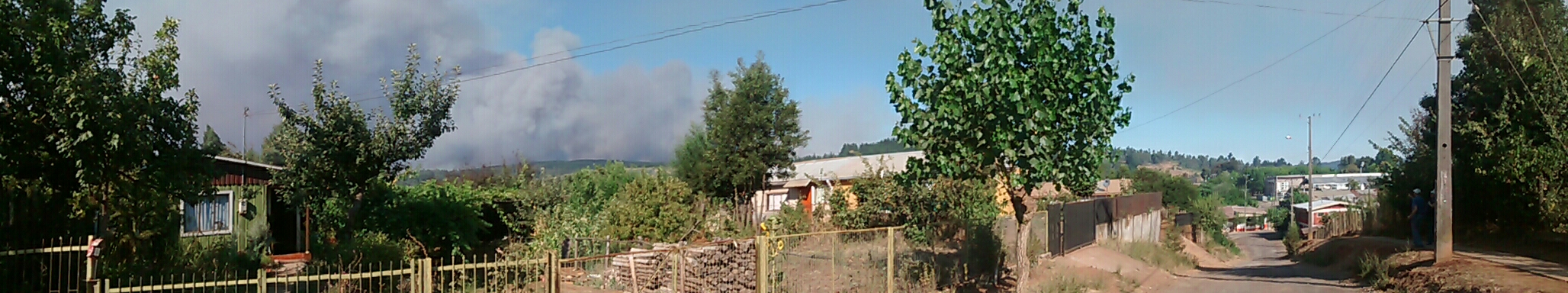
Incendios en los campos adyacentes a Talcamávida (región del Biobío). La sede social y varias casas resultarían arrasadas en el sector de La Palma.

### Víctimas fatales
Se registraron diez víctimas fatales por el combate de incendios, por accidentes o por problemas graves de salud, causadas directamente por el desastre; y cuatro fallecidos por causas indirectas:
Por causalidad directa
- El 15 de enero fallecieron tres brigadistas de la Conaf en la localidad de Las Cardillas, en la comuna de Vichuquén.[26]
- El 25 de enero se sumó la muerte de cuatro personas. Un voluntario del Cuerpo de Bomberos de Talagante que intentaba salvar a una familia en Constitución, el fallecimiento de dos carabineros que fueron encontrados en las cercanías del río Maule[27] y una persona calcinada entre escombros en la localidad de Santa Olga (comuna de Constitución).[28]
- Durante el 26 de enero, se confirmó la muerte de una persona en Lloicura, comuna de Tomé.[29]
- El 27 de enero, se ubicó a una persona fallecida, calcinada entre escombros, que se había reportado desaparecida desde el 25 de enero en la localidad de Carrizalillo, en la comuna de Constitución.[30][31]
- El 16 de octubre, se informó el fallecimiento de un brigadista de Conaf que había resultado gravemente herido tras el incendio forestal en la localidad de Las Cardillas, en la comuna de Vichuquén el día 15 de enero.[32]

Por causalidad indirecta
- El 19 de enero falleció un agricultor en Galvarino, quien se estrelló contra un árbol en su cuatrimoto mientras huía de un incendio.[33]
- El 26 de enero murió un bombero de Ñiquén en un accidente de tránsito en las cercanías de la localidad de Cachapoal, cuando se dirigía junto a sus compañeros a prestar ayuda en la comuna de San Fabián, en la precordillera de la región del Biobío.[34]
- El 29 de enero, falleció una mujer voluntaria del Cuerpo de Bomberos y directora de la Segunda Compañía de la comuna de San Carlos que, previo a su muerte, participó en la lucha contra los incendios en la región del Biobío, pero fue enviada a su hogar por presentar dolor de cabeza intenso, para más tarde ser hospitalizada en Chillán. Bomberos confirmó que la causa de su deceso fue un aneurisma cerebral, problema que anteriormente tenía diagnosticado.[35]
- También el 29 de enero, un adulto mayor falleció al sufrir un paro cardiorrespiratorio tras perder su hogar y su fuente laboral a causa del fuego en la comuna de Quirihue.[36]

### Daños socioambientales

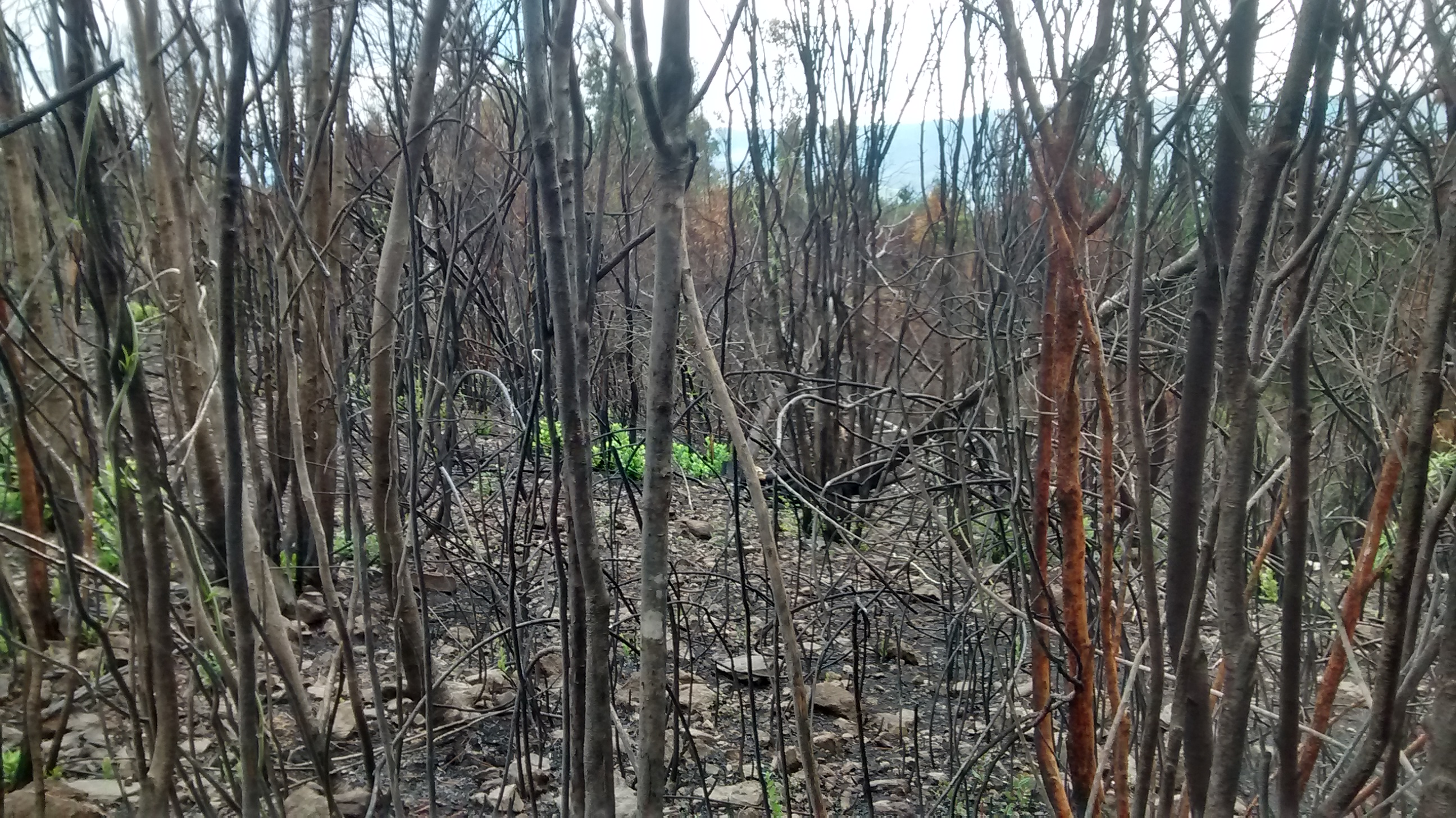
Bosque nativo quemado en Chiguayante, fotografía tomada en abril del año 2017, aproximadamente 3 meses después.

- En el Maule, el ruil perdió cerca de la mitad de sus áreas de conservación, se trata de una especie endémica de la cordillera de la Costa en Chile.[37]
- Según Conaf, hasta el 2 de febrero se trataría de 596 000 hectáreas quemadas, de las cuales 15 000 serían bosque nativo.[38]

## Reacciones

### Gobierno de Chile

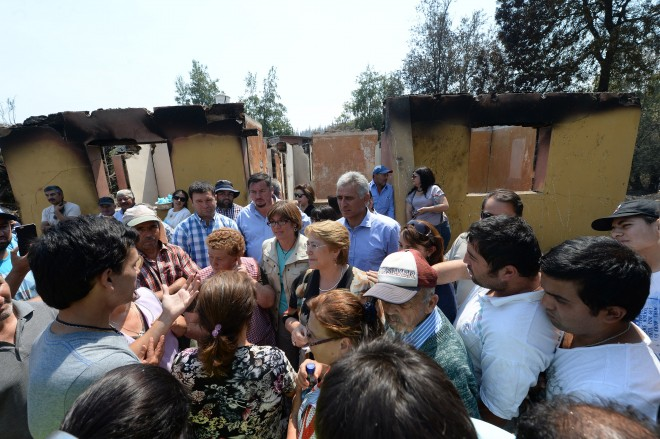
La entonces presidenta Michelle Bachelet visitando la localidad de San Pedro de Alcántara, en Paredones, afectada por incendios forestales.

El Gobierno de Chile declaró «zona afectada por catástrofe» y «zona de catástrofe» con estado de excepción constitucional (específicamente, «estado de catástrofe») a las provincias de Colchagua y Cardenal Caro en la región de O'Higgins, y a las comunas de Cauquenes y Vichuquén en la región del Maule el 21 de enero; al día siguiente la medida fue ampliada a las comunas de Licantén y Hualañé en la región del Maule, y a la comuna de Bulnes en la región del Biobío. El 23 de enero, el estado de catástrofe fue ampliado a toda la región del Maule.
Con motivo de los incendios, la entonces presidenta de Chile, Michelle Bachelet, anunció el 23 de enero la suspensión de su viaje a Haití y República Dominicana, país donde se realiza la V Cumbre de la CELAC, reunión a la que asistió en su reemplazo el canciller Heraldo Muñoz. Al día siguiente, Bachelet viajó a Pumanque, una de las comunas más afectadas por la catástrofe.
El 25 de enero, el Gobierno designó a tres ministros para viajar a las tres regiones más afectadas: para O'Higgins, el ministro de Agricultura, Carlos Furche; para el Maule, el ministro de Defensa Nacional, José Antonio Gómez; y para el Biobío, el ministro de Obras Públicas, Alberto Undurraga.
El 26 de enero, el Gobierno extendió el estado de catástrofe a la totalidad de las regiones de O'Higgins, Maule y Biobío; posteriormente, el 27 de enero se decretó el mismo estado de excepción constitucional para La Araucanía.
El Gobierno de Chile, junto a la Corporación Nacional Forestal (Conaf), contrató  a finales de enero de 2017, el helicóptero Sikorsky S-64 Skycrane, que tiene la capacidad de lanzamiento de 10 mil litros de agua y puede succionar agua en cualquier tipo de fuente.

### Ayuda internacional
- Alemania: El Gobierno alemán ofreció una importante ayuda humanitaria, consistente en la donación inmediata de 140 millones de pesos, los cuales serán canalizados a través de la Cruz Roja.[47]
- Argentina: El Gobierno argentino expresó «su disponibilidad de enviar una brigada de Cascos Blancos para apoyar el trabajo que se está haciendo en terreno».[48] Finalmente envió una brigada de agentes especializados para colaborar en las zonas afectadas.[49]

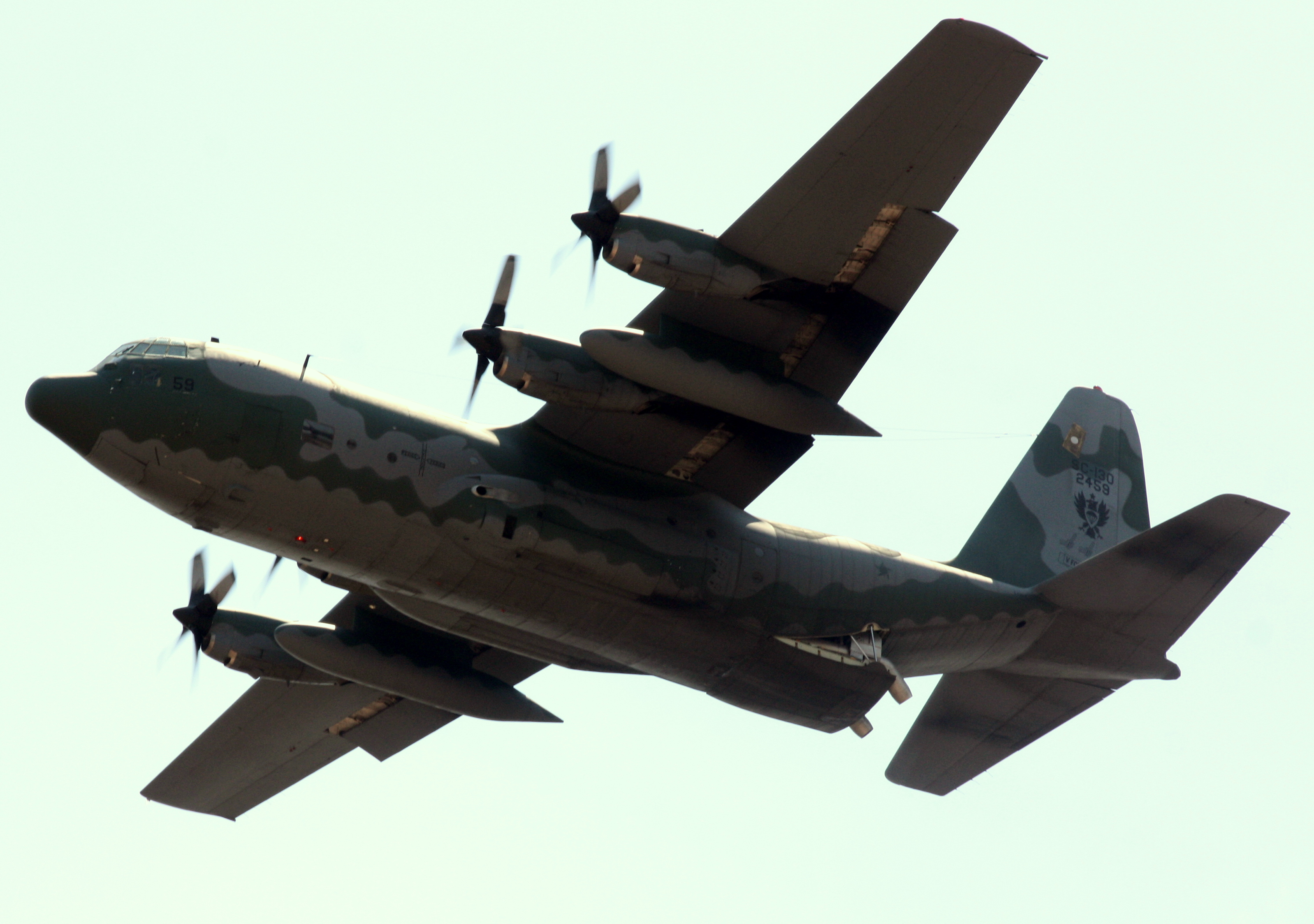
Uno de los Hercules C-130M de la Fuerza Aérea Brasileña equipados para la lucha contra incendios

- Brasil: El Gobierno brasileño envió a 50 brigadistas y dos aviones Hércules C-130 de la Fuerza Aérea Brasileña, equipados para la lucha contra incendios, con 28 militares a bordo.[50][51]
- Canadá: REDIDEC informó sobre un aporte de 35 mil dólares para la Fundación Un Techo para Chile.[52]
- Colombia: El Gobierno colombiano envió un contingente de 32 miembros del Cuerpo de Bomberos de Bogotá y la Unidad Nacional para la Gestión de Riesgo de Desastres (UNGRD), para ayudar en el combate del fuego.[53] También aportó 37 brigadistas y envió 10 toneladas de equipamiento para la lucha contra los incendios.[52]
- Corea: El gobierno de Corea del Sur envió 100 mil dólares al nombre del gobierno de Chile para enfrentar la emergencia.[54]
- España: El Gobierno de España envió un operativo de 64 militares de la Unidad Militar de Emergencias, para incorporarse a las tareas de extinción de los incendios forestales.[55] Además, gestionó el arriendo de un avión ACO de reconocimiento.[52]

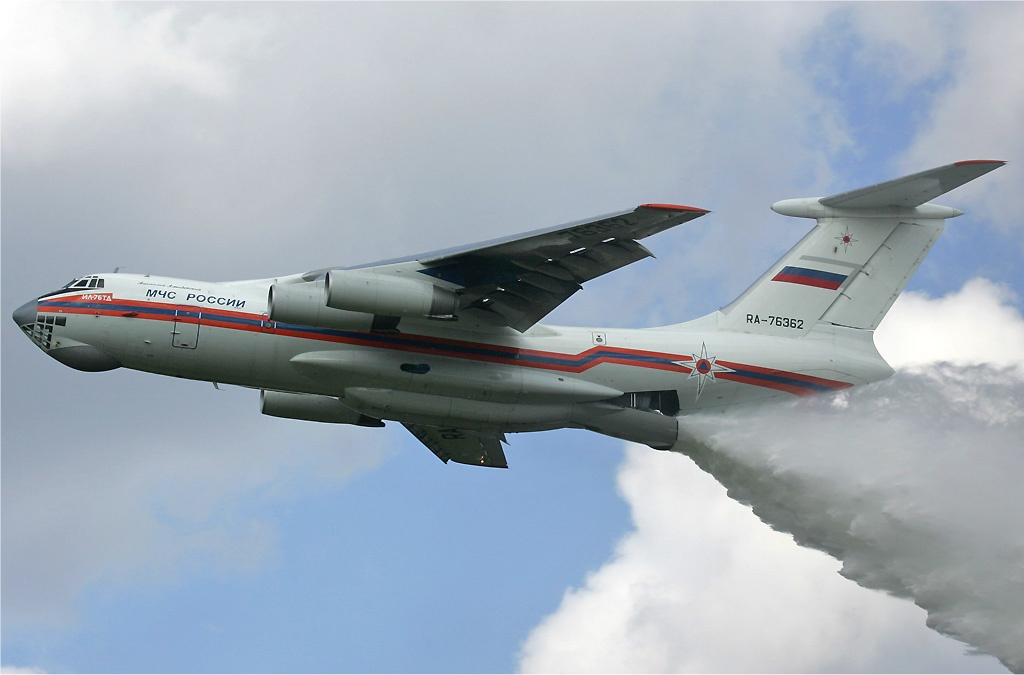
Ilyushin Il-76 bomba de agua del Gobierno ruso.

- Emiratos Árabes Unidos: El jeque y presidente de Emiratos Árabes Unidos Jalifa bin Zayed Al Nahayan hizo una donación de cinco millones de dólares en efectivo en beneficio para los afectados por los incendios.[56]
- EE. UU.: El Gobierno estadounidense ofreció una donación de 100 000  USD para reponer equipos de Conaf.[48] Junto a ello, envió un grupo de cuatro técnicos expertos en manejo de emergencias de la Oficina de Asistencia para Desastres en el Extranjero de la Agencia de los Estados Unidos para el Desarrollo Internacional (USAID/OFDA) para trabajar directamente con los equipos chilenos.[57] Asimismo, según informó el canciller chileno Heraldo Muñoz, se ha tenido contacto con el estado de California para activar el convenio Conaf-Cal Fire.[48]
- Francia: El presidente de Francia, François Hollande, ofreció la ayuda de su país durante su visita oficial a Chile.[48] El 24 de enero llegaron cuatro técnicos galos expertos en combate de incendios como una avanzada de un apoyo mayor.[57]
- Japón: El Gobierno japonés envió a cuatro expertos destinados a la coordinación para combatir los incendios forestales que afectan al país.[52]
- México: La Comisión Nacional Forestal (Conafor) de dicho país manifestó su disposición para enviar 58 brigadistas que apoyarán el trabajo en terreno.[57]
- Panamá: La República de Panamá envió una delegación a través del viceministerio de Asuntos Multilaterales del Ministerio de Relaciones Exteriores de Panamá, se ha coordinado el traslado de veinte unidades de la Fuerza de Tarea Conjunta, con personal del Benemérito Cuerpo de Bomberos de la República de Panamá, el Servicio Nacional Aeronaval (SENAN) y del Sistema Nacional de Protección Civil (SINAPROC), que apoyarán con las tareas de control y extinción de incendio, así como labores de rescate.[58][59][60]
- Perú: El Instituto Nacional de Defensa Civil (Indeci) envió a 58 brigadistas para apoyar los esfuerzos de los equipos chilenos.[57] A esto se le suma un avión Hércules, un helicóptero Bell 212.[52]
- Portugal: El Gobierno de Portugal envió a medio centenar de bomberos a Chile para combatir los incendios forestales.[61]
- Rusia: El Gobierno ruso envió a Chile un avión Ilyushin Il-76 destinado a apagar incendios, que cuenta con una capacidad de 42 toneladas de agua. El avión en Chile ha recibido popularmente el apodo de «el Luchín», por la similitud de este con su nombre real.[62]
- Venezuela: El Gobierno de Venezuela envió un avión con 80 brigadistas especializados en incendios forestales para cooperar con los incendios en Chile.[63]

### Aportes privados

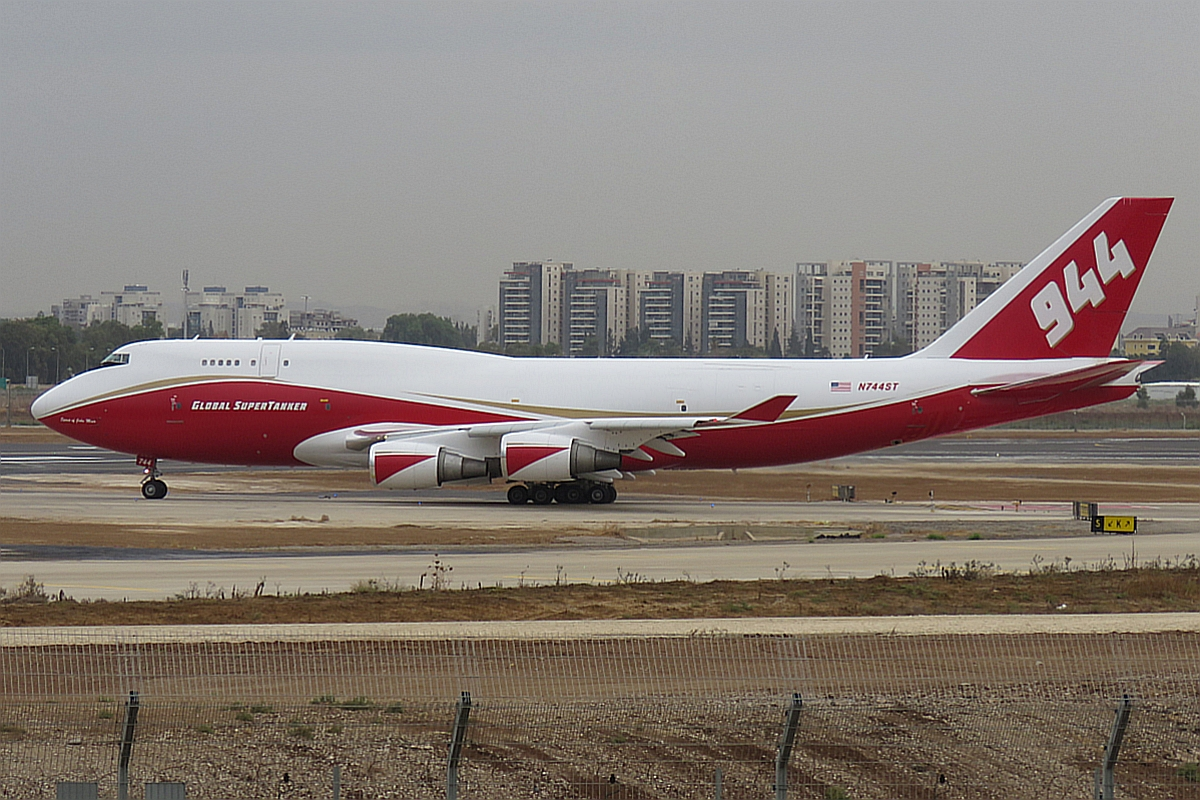
El avión Evergreen 747 Supertanker

- La Fundación Viento Sur, creada por la chilena Lucy Ana Avilés Hernández y su marido Benjamin Walton (nieto del fundador de Walmart), donaron el arriendo del avión Evergreen 747 Supertanker.[64] El avión arribó al país a las 06:20 del miércoles 25 de enero, iniciando más tarde su labor con dos descargas de agua en la comuna de Hualañé (región del Maule).[65] La familia Luksic donó los fondos para el funcionamiento del avión por una semana más.[66] A lo anterior se suma el aporte de Forestal Arauco que financiará otros siete días de la aeronave, concretándose así un total de tres semanas de funcionamiento del avión en el país.
- Soledad Saieh y otros dos empresarios, a través de Desafío Levantemos Chile, realizaron una donación para arrendar el C-130 Tanker, un avión tipo Hércules con capacidad para almacenar 15 toneladas de agua o retardante.[67]
- La empresa multinacional The Coca-Cola Company anunció la medida de suspensión temporal de la publicidad de sus marcas dentro del territorio chileno para permitir la donación de tres millones de litros de agua a los damnificados del incendio forestal, además de comprometerse a donar otros quinientos mil litros para los voluntarios combatientes del incendio.[68][69]
- Los canales de televisión realizaron campañas para recolectar fondos en ayuda de los damnificados. Televisión Nacional de Chile y Mega realizaron junto al Hogar de Cristo y otros medios de comunicación la campaña «Juntos por Chile», que finalizó con una transmisión conjunta de ambos canales el 31 de enero.[70] Canal 13 lanzó junto a Techo la campaña «Chile ayuda a Chile».[71]
- La Fiesta de la Independencia de Talca se transformó en un evento solidario, cuyo objetivo es recaudar 400 millones de pesos para construir 100 casas en las comunas de Constitución, San Javier, Empedrado y Cauquenes.[72][73]
- La gala del Festival de Viña del Mar 2017 también se convirtió en un evento solidario, gracias a la propuesta de la animadora chilena Marcela Vacarezza, en donde varios de los rostros de televisión y artistas invitados al certamen se sumaron a la iniciativa, subastando y rematando varios de los vestidos, joyas y accesorios entre otros elementos que fueron usados por ellos en la alfombra roja. El dinero recaudado fue en ayuda de las víctimas y damnificados del incendio, y a los bomberos y voluntarios combatientes de la tragedia.[74][75]
- El cantante colombiano Maluma donó la totalidad del dinero recaudado durante su participación en el Festival de Viña del Mar 2017 a la fundación Desafío Levantemos Chile, para la reconstrucción de la localidad de Santa Olga y sus alrededores.[76]
- La cantante Olivia Newton-John anunció, durante su presentación en el Festival de Viña del Mar 2017 que realizaría una donación en ayuda a los damnificados de los incendios.[77]

### Sociedad civil

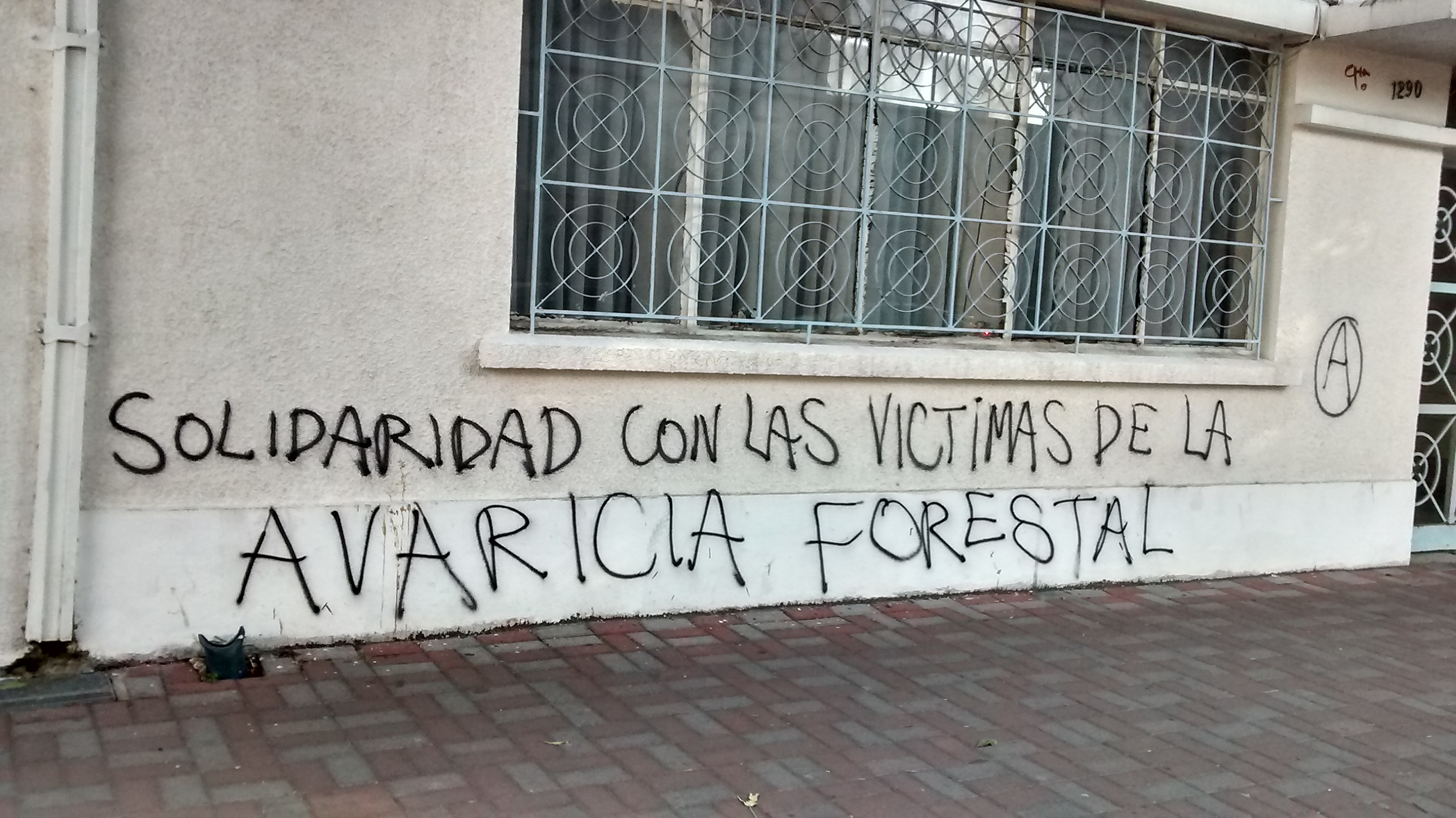
Rayado posterior a los incendios forestales del verano de 2017 en la ciudad de Concepción (Chile)

- Se conformó el grupo solidario Solo el pueblo ayuda al pueblo,[78] en el Gran Concepción para asistir en ayuda a los territorios afectados por los múltiples incendios.[79] Su centro de acopio estuvo en la Casa del Deporte.
- El 14 de marzo se llevó a cabo la Marcha Nacional contra las Forestales y el Monocultivo[80] a lo largo de las ciudades de Chile para exigir una nueva política forestal.
- En abril de 2017 se realizó el quinto Encuentro Anual por la Defensa del Agua y los Territorios en la ciudad de Concepción.[81]